# Championnats d'Europe de lutte 2021
Navigation
Édition précédente Édition suivante
Les Championnats d'Europe de lutte 2021 se déroulent du 19 au 25 avril 2021 à Varsovie, en Pologne.

## Podiums

### Hommes

#### Lutte libre
| Épreuves | Or                   | Argent               | Bronze                   |
| -------- | -------------------- | -------------------- | ------------------------ |
| 57 kg    | Süleyman Atlı        | Nachyn Mongush       | Kamil Kerymov            |
| 57 kg    | Süleyman Atlı        | Nachyn Mongush       | Afgan Khashalov          |
| 61 kg    | Abasgadzhi Magomedov | Andrii Dzhelep       | Beka Lomtadze            |
| 61 kg    | Abasgadzhi Magomedov | Andrii Dzhelep       | Eduard Grigorev          |
| 65 kg    | Zagir Shakhiev       | Krzysztof Bieńkowski | Ali Rahimzade            |
| 65 kg    | Zagir Shakhiev       | Krzysztof Bieńkowski | Maxim Saculțan           |
| 70 kg    | Israil Kasumov       | Turan Bayramov       | Ihor Nykyforuk           |
| 70 kg    | Israil Kasumov       | Turan Bayramov       | Arman Avagyan            |
| 74 kg    | Tajmuraz Salkazanov  | Miroslav Kirov       | Mitchell Finesilver      |
| 74 kg    | Tajmuraz Salkazanov  | Miroslav Kirov       | Frank Chamizo            |
| 79 kg    | Akhsarbek Gulaev     | Saifedine Alekma     | Alans Amirovs            |
| 79 kg    | Akhsarbek Gulaev     | Saifedine Alekma     | Nika Kentchadze          |
| 86 kg    | Artur Naifonov       | Sandro Aminashvili   | Myles Amine              |
| 86 kg    | Artur Naifonov       | Sandro Aminashvili   | Ali Shabanau             |
| 92 kg    | Magomed Kurbanov     | Samuel Scherrer      | Osman Nurmagomedov       |
| 92 kg    | Magomed Kurbanov     | Samuel Scherrer      | Hajy Rajabau             |
| 97 kg    | Alikhan Zhabrailov   | Süleyman Karadeniz   | Radosław Baran           |
| 97 kg    | Alikhan Zhabrailov   | Süleyman Karadeniz   | Elizbar Odikadze         |
| 125 kg   | Taha Akgül           | Sergei Kozyrev       | Geno Petriashvili        |
| 125 kg   | Taha Akgül           | Sergei Kozyrev       | Oleksandr Khotsianivskyi |

#### Lutte gréco-romaine
| Épreuves | Or                 | Argent           | Bronze                |
| -------- | ------------------ | ---------------- | --------------------- |
| 55 kg    | Emin Sefershaev    | Ekrem Öztürk     | Eldaniz Azizli        |
| 55 kg    | Emin Sefershaev    | Ekrem Öztürk     | Rudik Mkrtchyan       |
| 60 kg    | Sergey Emelin      | Kerem Kamal      | Razvan Arnaut         |
| 60 kg    | Sergey Emelin      | Kerem Kamal      | Viktor Petryk         |
| 63 kg    | Zhambolat Lokyaev  | Taleh Mammadov   | Aleksandrs Jurkjans   |
| 63 kg    | Zhambolat Lokyaev  | Taleh Mammadov   | Leri Abuladze         |
| 67 kg    | Mate Nemeš         | Mateusz Bernatek | Murat Firat           |
| 67 kg    | Mate Nemeš         | Mateusz Bernatek | Slavik Galstyan       |
| 72 kg    | Shmagi Bolkvadze   | Malkhas Amoyan   | Robert Fritsch        |
| 72 kg    | Shmagi Bolkvadze   | Malkhas Amoyan   | Maksym Yevtushenko    |
| 77 kg    | Tamás Lőrincz      | Yunus Emre Başar | Sanan Suleymanov      |
| 77 kg    | Tamás Lőrincz      | Yunus Emre Başar | Antonio Kamenjašević  |
| 82 kg    | Adlan Akiev        | Radzik Kuliyeu   | Aivengo Rikadze       |
| 82 kg    | Adlan Akiev        | Radzik Kuliyeu   | Hannes Wagner         |
| 87 kg    | Zurab Datunashvili | Kiryl Maskevich  | Milad Alirzaev        |
| 87 kg    | Zurab Datunashvili | Kiryl Maskevich  | Zhan Beleniuk         |
| 97 kg    | Musa Evloev        | Balázs Kiss      | Nikoloz Kakhelashvili |
| 97 kg    | Musa Evloev        | Balázs Kiss      | Mikalai Stadub        |
| 130 kg   | Rıza Kayaalp       | Iakob Kajaia     | Zurabi Gedekhauri     |
| 130 kg   | Rıza Kayaalp       | Iakob Kajaia     | Eduard Popp           |

### Femmes

#### Lutte féminine
| Épreuves | Or                  | Argent                  | Bronze                  |
| -------- | ------------------- | ----------------------- | ----------------------- |
| 50 kg    | Mariya Stadnik      | Miglena Selishka        | Ekaterina Poleshchuk    |
| 50 kg    | Mariya Stadnik      | Miglena Selishka        | Anna Lukasiak           |
| 53 kg    | Olga Khoroshavtseva | Maria Prevolaraki       | Iulia Leorda            |
| 53 kg    | Olga Khoroshavtseva | Maria Prevolaraki       | Annika Wendle           |
| 55 kg    | Stalvira Orshush    | Roksana Zasina          | Khrystyna Demko         |
| 55 kg    | Stalvira Orshush    | Roksana Zasina          | Katsiaryna Pichkouskaya |
| 57 kg    | Iryna Kurachkina    | Anhelina Lysak          | Evelina Nikolova        |
| 57 kg    | Iryna Kurachkina    | Anhelina Lysak          | Alina Hrushyna          |
| 59 kg    | Bilyana Dudova      | Veronika Chumikova      | Anastasia Nichita       |
| 59 kg    | Bilyana Dudova      | Veronika Chumikova      | Kateryna Zhydachevska   |
| 62 kg    | Iryna Koliadenko    | Marianna Sastin         | Veranika Ivanova        |
| 62 kg    | Iryna Koliadenko    | Marianna Sastin         | Katarzyna Madrowska     |
| 65 kg    | Irina Rîngaci       | Tetiana Rizhko          | Kriszta Tunde Incze     |
| 65 kg    | Irina Rîngaci       | Tetiana Rizhko          | Aleksandra Wolczynska   |
| 68 kg    | Koumba Larroque     | Khanum Velieva          | Alina Berezhna          |
| 68 kg    | Koumba Larroque     | Khanum Velieva          | Adela Hanzlickova       |
| 72 kg    | Alla Belinska       | Yuliana Vasileva Yaneva | Dalma Caneva            |
| 72 kg    | Alla Belinska       | Yuliana Vasileva Yaneva | Evgeniia Zakharchenko   |
| 76 kg    | Epp Mäe             | Natalia Vorobieva       | Aline Rotter-Focken     |
| 76 kg    | Epp Mäe             | Natalia Vorobieva       | Cynthia Vescan          |

## Tableau des médailles
- Pays organisateur ( Pologne)

| Rang  | Nation      | Or | Argent | Bronze | Total |
| ----- | ----------- | -- | ------ | ------ | ----- |
| 1     | Russie      | 13 | 5      | 4      | 22    |
| 2     | Turquie     | 3  | 4      | 1      | 8     |
| 3     | Ukraine     | 2  | 2      | 9      | 13    |
| 4     | Serbie      | 2  | 0      | 0      | 2     |
| 4     | Slovaquie   | 2  | 0      | 0      | 2     |
| 6     | Bulgarie    | 1  | 3      | 1      | 5     |
| 7     | Géorgie     | 1  | 2      | 6      | 9     |
| 8     | Azerbaïdjan | 1  | 2      | 5      | 8     |
| 9     | Biélorussie | 1  | 2      | 4      | 7     |
| 10    | Hongrie     | 1  | 2      | 1      | 4     |
| 11    | France      | 1  | 1      | 1      | 3     |
| 12    | Moldavie    | 1  | 0      | 3      | 4     |
| 13    | Estonie     | 1  | 0      | 0      | 1     |
| 14    | Pologne     | 0  | 4      | 5      | 9     |
| 15    | Arménie     | 0  | 1      | 3      | 4     |
| 16    | Grèce       | 0  | 1      | 0      | 1     |
| 16    | Suisse      | 0  | 1      | 0      | 1     |
| 18    | Allemagne   | 0  | 0      | 4      | 4     |
| 18    | Roumanie    | 0  | 0      | 4      | 4     |
| 20    | Italie      | 0  | 0      | 3      | 3     |
| 21    | Lettonie    | 0  | 0      | 2      | 2     |
| 22    | Croatie     | 0  | 0      | 1      | 1     |
| 22    | Israël      | 0  | 0      | 1      | 1     |
| 22    | Saint-Marin | 0  | 0      | 1      | 1     |
| 22    | Tchéquie    | 0  | 0      | 1      | 1     |
| Total | Total       | 30 | 30     | 60     | 120   |